# Derthona Foot Ball Club 1908
Maillots
Actualités
Le Associazione Sportiva Dilettantistica Derthona Foot Ball Club 1908, abrégé en Derthona FBC 1908, est le club de football de la ville de Tortone, en province d'Alexandrie, au Piémont.

## Historique
Créé en 1908, le Derthona Foot Ball Club 1908 a participé à trois reprises au championnat de Serie B.

## Historique des noms
- 1908-1935 : Derthona Foot Ball Club
- 1935-1945 : Associazione Calcio Derthona
- 1945-1989 : Derthona Foot Ball Club
- 1989-2016 : Derthona Foot Ball Club 1908
- 2016-2022 : Associazione Sportiva Dilettantistica HSL Derthona
- 2022- : Associazione Sportiva Dilettantistica Derthona Foot Ball Club 1908

## Personnalités du club

### Entraîneurs
- 1998-1999 :  Sergio Gori